# Жашково (Калузька область)
Жашково (рос. Жашково) — присілок в Перемишльському районі Калузької області Російської Федерації.
Населення становить 63 особи. Входить до складу муніципального утворення Село Перемишль.

## Історія
Від 2004 року входить до складу муніципального утворення Село Перемишль

## Населення
| 2002 | 2010 |
| ---- | ---- |
| 39   | ↗63  |